# Nightmare City
《Nightmare City》는 미야(み～や)가 개인 웹사이트 〈Clairvoyance〉 (클레보얀스)에서 제작한 플래시 애니메이션 작품이다. 이 웹사이트에서 공개되고 있다.

## 개요
- Nightmare City (전편)
- Nightmare City -Catastrophe-(후편)
- Nightmare City -Garakutanokamisama-(팬외전)

전편에는 일본어판과 영문판이 존재하지만, 후편에는 언어에 의한 설명 자체가 없다. 그리고 전편에 프로젝트의 압축을 풀어 만든 한글판이 존재한다. 또, 전편에는 애니 재생중에 키보드의 스페이스 키를 누르면, 동영상의 일시정지나 재생·퀼리티·씬 회상·BGM의 가사의 표시등을 할 수 있는 기능이 부속되어 있어 재생 종료후에 재차 플레이 버튼을 누르면, 이야기의 진상에 관계하는 스토리를 볼 수 있다.
그리고 팬외전 플래시는 한국의 플래시작가 오센이 만든 2차 창작 플래시이다. 원작은 미야의 쓰레기의 신(ガラクタノカミサマ)이다.

## 스탭
- Flash제작: Clairvoyance
- 음악: 403 곡명: Nightmare City…"Southern Cross", Nightmare City -Catastrophe-…"Northern Lights"
- 효과음: 더·맛치메이카즈(ザ・マッチメイカァズ)

## 수상・기록
- Nightmare City

　　제3회 홍백FLASH전투 출전 - MVP수상
- Nightmare City -Catastrophe-

　　flash★bomb'05 출전 4부 출품
- Nightmare City -Garakutanokamisama-

　　2008紅白플래시 합전 명예의전당 입상, 니코니코 재생수 4위